# Ghawazi
 (janvier 2016).
Si vous disposez d'ouvrages ou d'articles de référence ou si vous connaissez des sites web de qualité traitant du thème abordé ici, merci de compléter l'article en donnant les références utiles à sa vérifiabilité et en les liant à la section « Notes et références ».

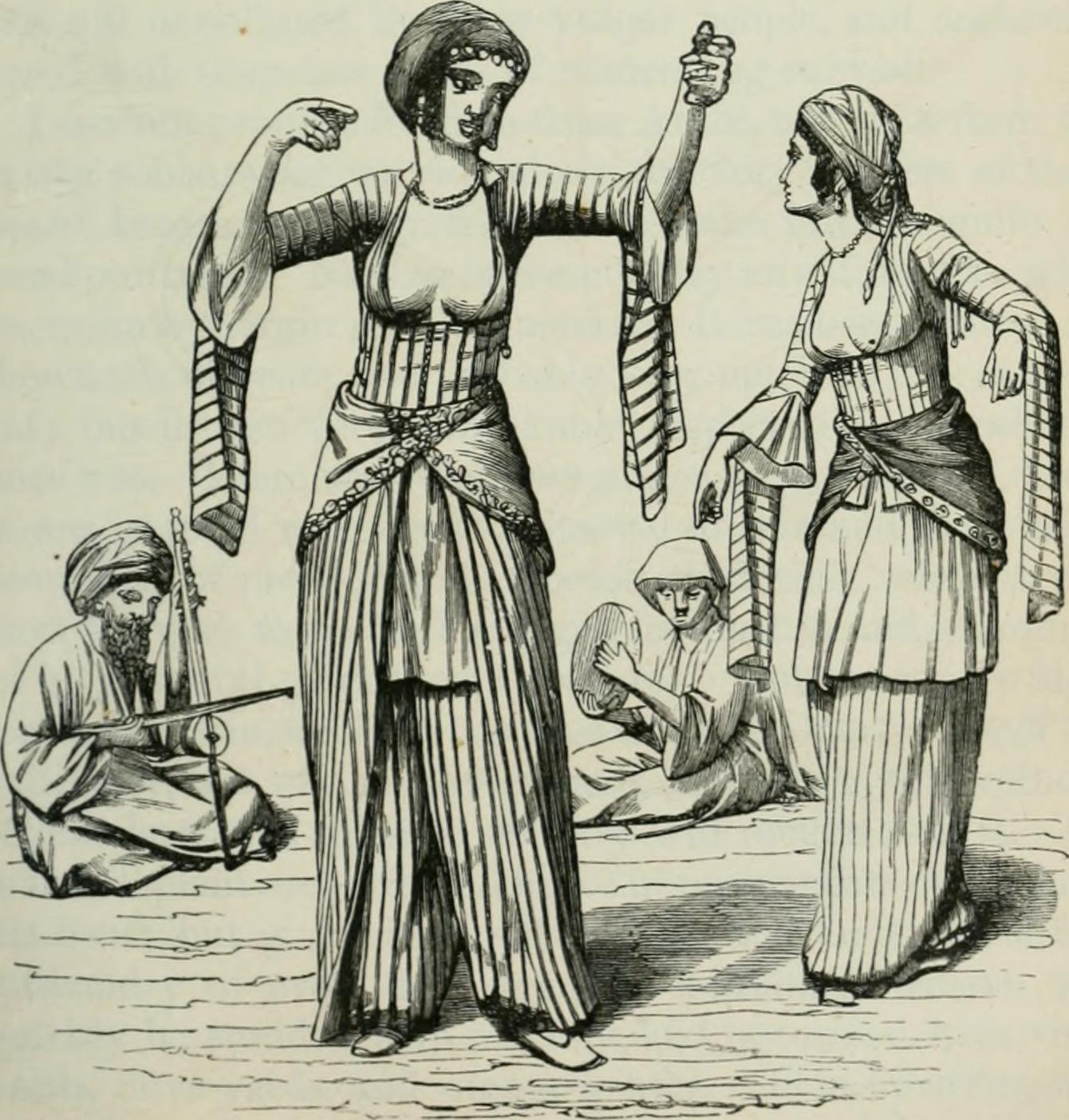
Ghawazi et musiciens, 1836.

Les Ghawazi (Ghawa'zee ou Gha'zee'yehs) sont un groupe de danseuses nomades égyptiennes du peuple nawari, un sous-groupe du peuple dom, lui-même apparenté aux Roms.
Les danses ghawazi ont donné naissance au raqs sharqi égyptien au cours de la première moitié du XXe siècle et ont popularisé la danse orientale dans les pays occidentaux. Mais alors que le raqs sharqi s’inspira largement du ballet classique ou encore des danses latino-américaines, le terme ghawazi est aujourd’hui réservé au style « original » fixé aux XVIIIe et XIXe siècles.

## Étymologie et dénominations

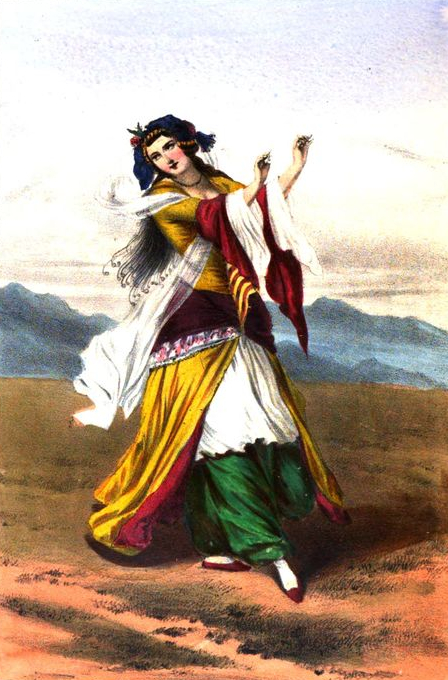
Voyage d'Horace Vernet en Orient, L’Almeh du Caire, c. 1860.

En arabe, ghawāzī (غوازي) est le pluriel de ghāziya غازية, qui signifie conquérant. Les ghawazi cherchent ainsi à « conquérir » le cœur de leur audience.
Après l’interdiction de pratiquer qui frappa les ghawazi en 1834, elles furent dénommées awalim, pluriel d’almeh signifiant femme savante et employé ici comme euphémisme pour danseuse érotique.

## Histoire

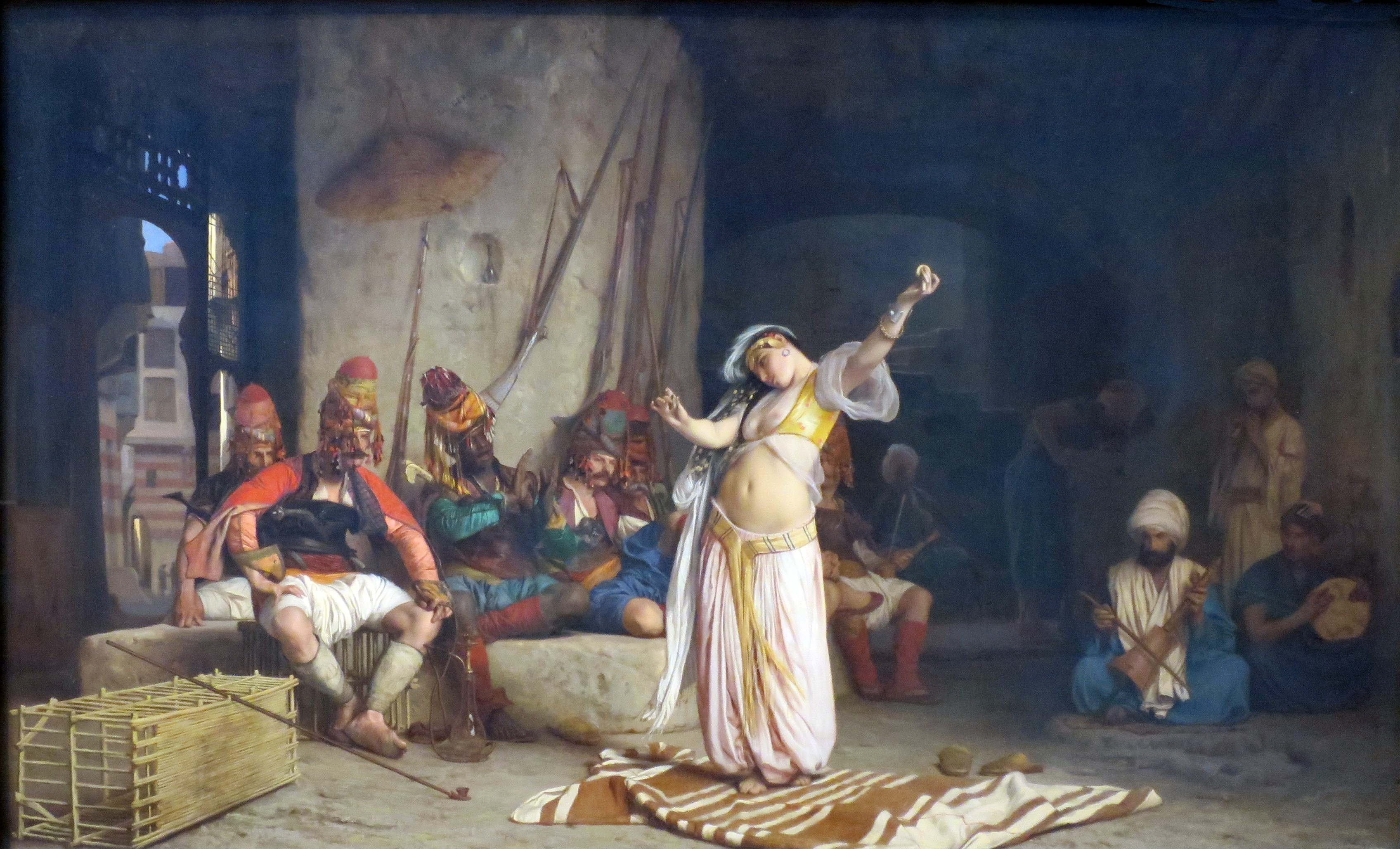
Jean-Léon Gérôme, L’Almée, 1863.

Les ghawazi se produisaient dans la rue, accompagnées par des musiciens issus de la même ethnie. Non voilées, elles portaient du khôl autour des yeux et du henné sur les pieds et les mains. Edward William Lane les décrit en 1836 comme étant les plus abandonnées des courtisanes tout en soulignant leur beauté et la richesse de leur vêtement.
Les danseuses pouvaient être invitées à se produire lors de fêtes privées, mais jamais dans une maison qui se voulait respectable. Parce que leur art était malgré tout apprécié de toutes les classes de la population, de jeunes hommes égyptiens, les khawals, reprenaient en tous points leurs danses à l’intention des spectateurs qui ne voulaient pas se compromettre socialement en fréquentant les réelles ghawazi.
Au début du XIXe siècle, le courant orientaliste les fit connaître en Occident, sous le nom de danseuses du ventre. Cette dénomination est largement réductrice puisque, si les mouvements rapides des hanches sont effectivement caractéristiques, toutes les parties du corps sont sollicitées.
« Les Ghawazi étaient à l’origine des danseuses de harem, qui ont été bannies du Caire au XIXe siècle – avant que le cinéma n’en livre une image romanesque, comme dans le ﬁlm à succès des années 1950 Tamr Hindi où un jeune homme de bonne famille tombe amoureux d’une Ghawazi ».